# سيث موريسون (موسيقي)
سيث موريسون (بالإنجليزية: Seth Morrison)‏ هو موسيقي وعازف قيثارة أمريكي، ولد في 19 فبراير 1988 في ويليرسبورغ في الولايات المتحدة.

## وصلات خارجية
- الموقع الرسمي
- سيث موريسون على موقع ميوزك برينز (الإنجليزية)